# Šoltanski Kanal
Šoltanski Kanal är ett sund i Kroatien. Det ligger i den södra delen av landet, 270 km söder om huvudstaden Zagreb.